# Sucksdorffsvapnet

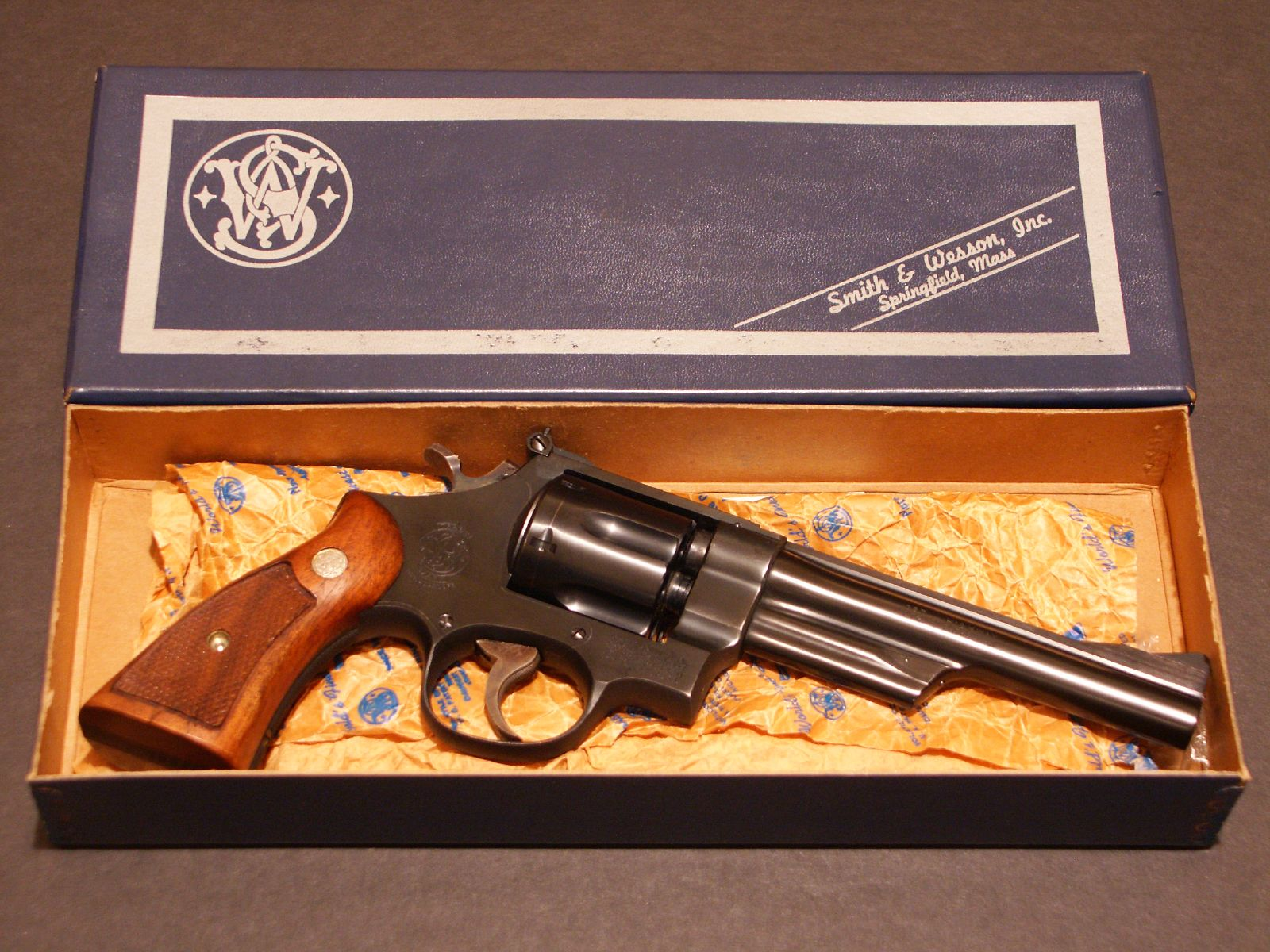
En Smith & Wesson modell 28 med en sextumspipa. Sucksdorffsvapnet var av samma modell, men hade en längre pipa (åtta tum).

Sucksdorffsvapnet eller Sucksdorffrevolvern kallas en av de revolvrar av typen Smith & Wesson Model 28 ("Highway Patrolman") med åtta tums pipa som har förekommit/förekommer i utredningen om Palmemordet 1986. Man vet att det har en kolv av trä med en infilad skåra i. Den 17 december 1977 stals vapnet hemma hos filmaren Arne Sucksdorff i Stockholm och såldes några dagar efter inbrottet för 2 000 kronor på krogen Old Bowler. Den person som stal vapnet var en vän till knarkhandlaren Sigge Cedergren. 
Cedergren avslöjade senare på sin dödsbädd att han lånat ut ett vapen av samma typ till Christer Pettersson två månader innan Palme mördades. Vapnet förvaras på hemlig plats av en virkeshandlare som har krävt 500 000 kronor för att överlämna vapnet till polisen. Denne hävdar att han hittade vapnet i en sjö när han fiskade och att han sedan sålde vapnet till Cedergren. År 1988 bad Cedergren att virkeshandlaren åter skulle ta hand om vapnet för att tillfälligt gömma det inför en ny försäljning, som dock aldrig blev av.
Vapnet är fortfarande inte testat av polisen, och därmed varken bekräftat eller uteslutet som mordvapen i Palmemordet.